# Jazz à Sète
Jazz à Sète est un festival de jazz qui se tient en plein air au Théâtre de la Mer à Sète (Hérault, France) chaque année au mois de juillet.
Louis Martinez, un passionné de jazz, organisa dans un premier temps deux soirées de concerts au Théâtre de la Mer de la ville de Sète. L'idée lui vint alors de créer un festival de musique en ce lieu. Ce fut chose faite entre 1988 et jusqu'en 1991, où durant une semaine chaque année, des artistes tels Ray Charles ou encore Dee Dee Bridgewater seront venus se produire.
Le festival est relancé en 1996 grâce à la création de l'association  « Jazz à Sète » et le soutien de la ville de Sète.
Le festival célèbre sa 25e édition en 2020.

## La scène
Elle est unique et tous les concerts de soirée se déroulent au Théâtre de la Mer, qui présente la particularité d'avoir la mer Méditerranée en fond de scène. Ce belvédère sur la mer, sous lequel des bateaux viennent quelquefois s’amarrer les soirs de concert, exerce un véritable attrait sur les musiciens. Mais son exposition maritime apporte aussi quelques incertitudes, selon les conditions météorologiques. L'humidité qui peut remonter de la mer complique la tâche des musiciens qui jouent d'un instrument à cordes.

## L'affiche
Elle est réalisée chaque année depuis une dizaine d'années par Jean-Paul Bocaj, artiste peintre de Montpellier.

## Tremplin
Chaque année, un tremplin est organisé pour une formation de jazz n'ayant jamais été distribuée. Après une sélection sur dossier, le lauréat gagne un concert en 1re partie de soirée.

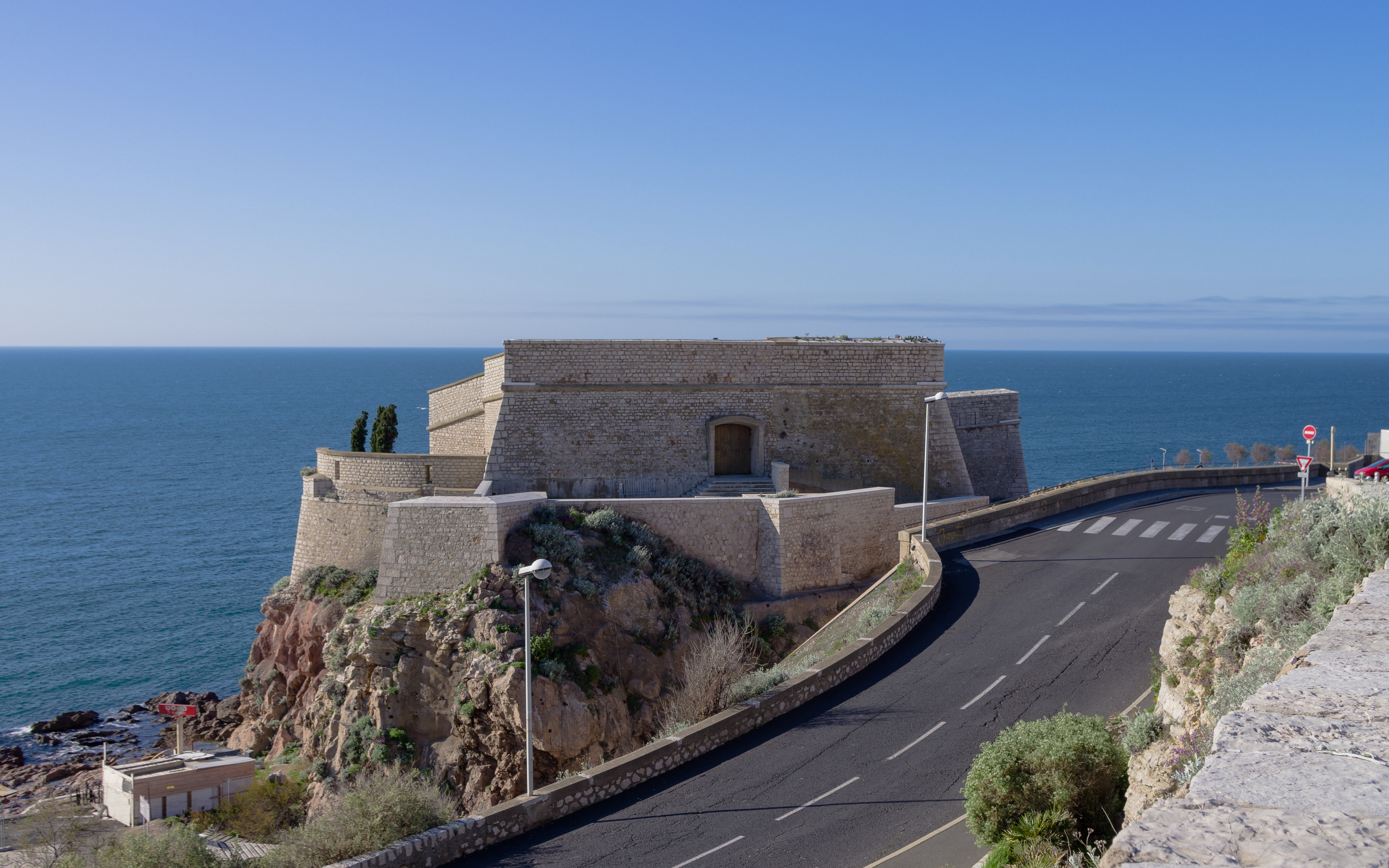
Vue globale du Théâtre de la Mer.

## Programmation
De nombreux musiciens français et internationaux, pas uniquement de Jazz, se sont produits à Sète dans le cadre du festival, dont :
- Vicente Amigo
- Asaf Avidan
- Jeff Beck
- George Benson
- André Ceccarelli
- Stanley Clarke
- Avishai Cohen
- Angelo Debarre
- Kyle Eastwood
- Melody Gardot
- Herbie Hancock
- Roy Hargrove
- Stacey Kent
- Diana Krall
- Biréli Lagrène
- Didier Lockwood
- Sylvain Luc
- Paco de Lucia
- Wynton Marsalis
- Brad Mehldau
- Marcus Miller
- Terez Montcalm
- Rémi Panossian
- Joshua Redman
- John Scofield
- Snarky Puppy
- Martial Solal
- Cassandra Wilson

En 2015, la cérémonie des Victoires du Jazz s'est déroulée au Théâtre de la Mer.